# Friedrich Heine (Unternehmer)

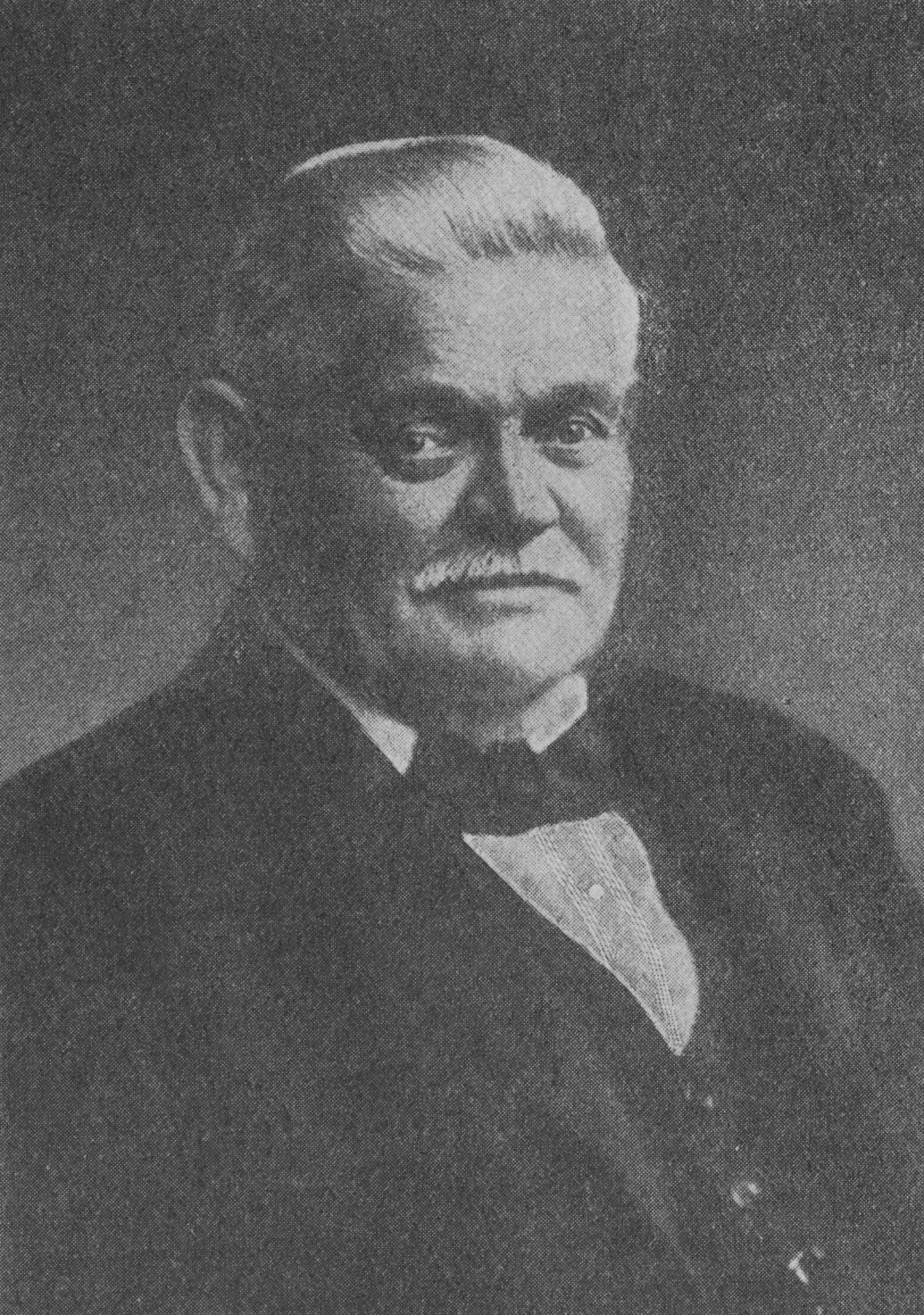
Friedrich Heine, um 1929

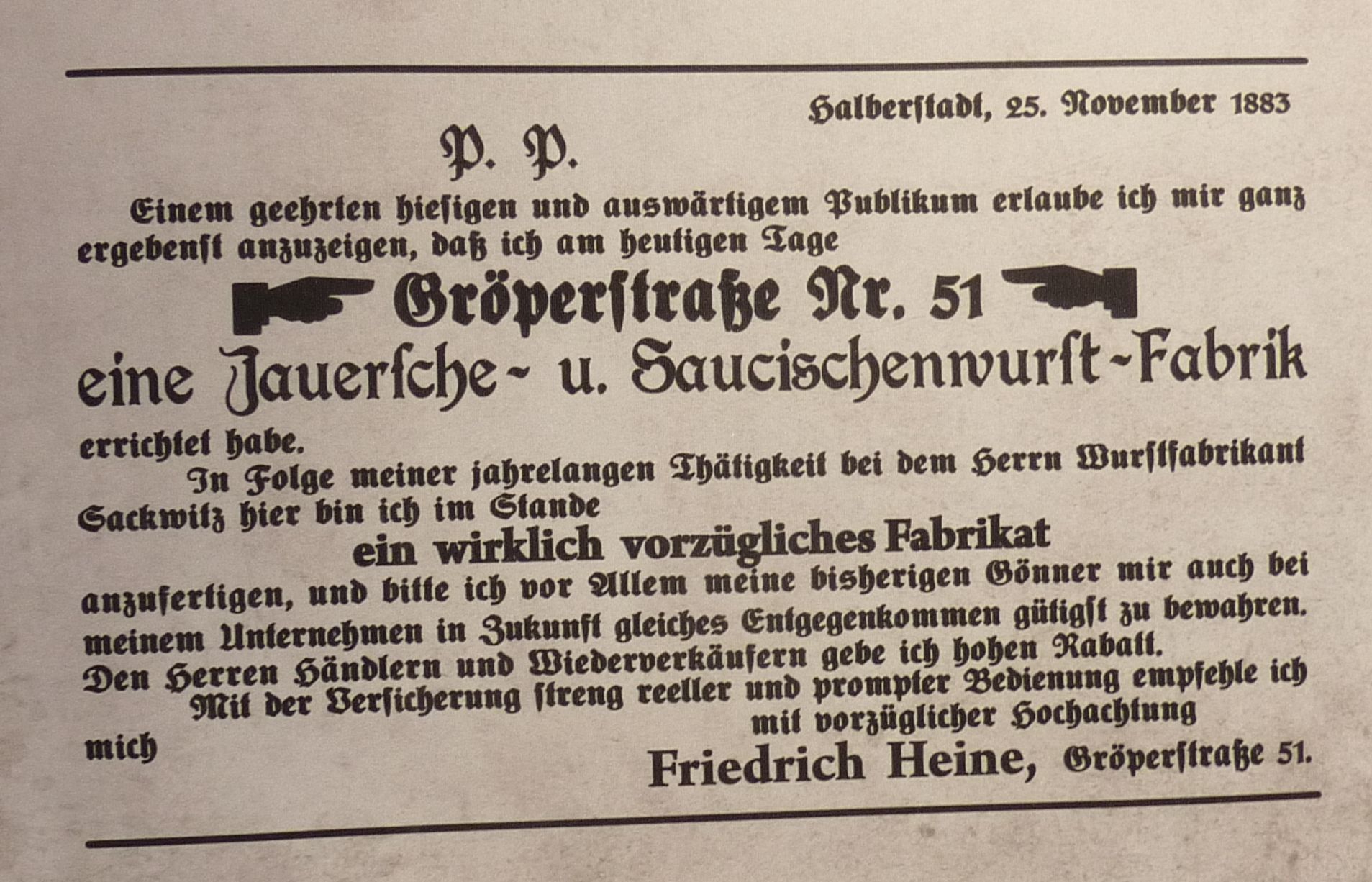
Annonce von 1883

Friedrich Heine (* 13. Juni 1863 in Bahrendorf; † 26. September 1929 in Halberstadt) war ein deutscher Unternehmer. 

## Leben
Der Sohn eines Kleinhändlers blieb bis zu seinem 16. Lebensjahr in seinem Heimatort und ging dann auf Wanderschaft. Nach Arbeiten bei Gelbgießern und Bäckern kehrte er zunächst zurück und arbeitete in der Zuckerfabrik Bahrendorf, dann in einer Spirituosenfabrik in Magdeburg und Bremen, schließlich in Halberstadt bei einem Fleischer. Die Erlöse aus dem Straßenverkauf von Würstchen ermöglichten ihm Ende 1883 die Gründung einer eigenen Würstchenfabrikation mit Räucherei, die zunächst als Heine & Co firmierte. 1892 wurde Maschinen- und Dampfbetrieb eingeführt. 1896 bot Heines Unternehmen als weltweit erstes Brühwürste in Konservendosen an. Neben anderen Fleisch- und Wurstwaren stellte das Unternehmen 1914 mit 700 Mitarbeitern bereits täglich 400.000 Paar Würstchen her. Heine errichtete die seinerseits größte Wurstfabrik Europas in Halberstadt. Das Unternehmen, heute Halberstädter Würstchen- und Konservenvertriebs GmbH genannt, existiert noch immer.